# FM Belfast
FM Belfast — ісландський гурт, що виконує електро-музику.

## Учасники
- Лоа Глін Г'ялмтісдоттір (Lóa Hlín Hjálmtýsdóttir)
- Арні Рунар Гледверссон (Плусейнн) (Árni Rúnar Hlöðversson (Plúseinn))
- Арні Вілг'ялмссон (Árni Vilhjálmsson)
- Ервар Торейярсон Смарасон (Örvar Þóreyjarson Smárason)

## Дискографія
Альбоми
- how to make friends (2008)
- Don't Want to Sleep (2011)
- Brighter Days (2014)

Сингли
- «Lotus (Killing in the name)» (2008)
- «Back & Spine (featuring FM Belfast)» (2007)